# Ron Kenoly
Ron Kenoly (Coffeyville; 6 de diciembre de 1944) es un cantautor estadounidense, muy popular durante la década de 1990, cuya misión expresada por él es "crear un ambiente propicio para la manifestación de Dios".
Ron se hizo parte del ministerio como ministro de música en 1987, absolutamente complacido con lo que Dios estaba haciendo y hasta donde lo había traído. En 1990, Don Moen, director creativo para Integrity Music, escuchó a Ron y se le acercó con la oferta de grabar uno de sus servicios de alabanza.
El resultado, una serie de grabaciones entre las cuales se encuentra, Jesus is Alive, el ganador del disco de oro Lift Him Up with Ron Kenoly, God is Able, Sing Out With One Voice, Welcome Home, High Places, Majesty, y el último álbum en vivo grabado en Italia, We Offer Praises.

## Discografía
- 1983: You Ought to Listen to This
- 1991: Jesus Is Alive
- 1992: Lift Him Up with Ron Kenoly
- 1994: God Is Able
- 1995: Sing Out with One Voice
- 1996: Welcome Home
- 1997: High Places: The Best Of Ron Kenoly
- 1998: Majesty
- 1999: We Offer Praises
- 2001: Dwell in the House
- 2002: The Perfect Gift
- 2005: Fill the Earth
- 2005: Lift Him Up Collection
- 2008: Powerful Hymns My Mother Sang
- 2009: Solo Para Ti
- 2010: Christmas with Ron Kenoly
- 2013: Set Apart Is Your Name